# قدیمی‌تر از آمریکا
قدیمی‌تر از آمریکا (انگلیسی: Older than America) یک فیلم در ژانر درام است که در سال ۲۰۰۸ منتشر شد. از بازیگران آن می‌توان به آدام بیچ، تانتو کاردینال، و وس استودی اشاره کرد.